# John Benjamin Murphy
John Benjamin Murphy nacido John Murphy (21 de diciembre de 1857 — 11 de agosto de 1916) fue un médico y cirujano abdominal estadounidense que alcanzó reconocimiento por defender la intervención quirúrgica temprana en la apendicitis y por varios epónimos: como el botón de Murphy, el gotero de Murphy, el punzón de Murphy, el signo de Murphy y el deslizamiento óseo de Murphy-Lane. Es más recordado por el signo clínico que lleva su nombre y que se utiliza en la evaluación de pacientes con colecistitis aguda.
Su carrera abarcó la cirugía general, la ortopedia, la neurocirugía y la cirugía cardiotorácica, lo que le ayudó a sobresalir internacionalmente en la profesión quirúrgica. William James Mayo, cofundador de la Clínica Mayo, lo describió como «el genio quirúrgico de nuestra generación».
A lo largo de su carrera fue reconocido como cirujano, clínico, profesor, innovador y autor. Además de las técnicas quirúrgicas de cirugía general, tales como apendicectomía, colecistostomía, resección intestinal por obstrucción y mastectomía, efectuó y describió procedimientos innovadores en neurocirugía, cirugía ortopédica y traumatología, ginecología, urología, cirugía plástica, cirugía torácica y cirugía vascular. También incursionó en técnicas como neurorrafia, artroplastía, prostatectomía, nefrectomía, histerectomía, injerto óseo y toracoplastía.

## Vida y muerte
Nació en una cabaña de troncos en Appleton, Wisconsin. Sus padres, Michael Murphy y Ann Murphy Grimes, fueron inmigrantes irlandeses que huyeron de la hambruna de la papa y que más tarde lo criaron en su propia granja.
Murphy murió de enfermedad cardíaca en Mackinac Island, Michigan, después de haber estado enfermo durante seis meses. Se estaba quedando en el Grand Hotel y fue atendido por su esposa y los doctores L. L. MacArthur y James Keefe. Después de sufrir de angina de pecho por varios años, su muerte se atribuyó a una aortitis. Dos días antes de su muerte, predijo correctamente los resultados de su propia autopsia: «Creo que la necropsia mostrará las placas ateromatosas en mi aorta».

## Educación y entrenamiento
Murphy asistió a la escuela pública en Appleton y se graduó de secundaria en la Appleton High School en 1876. Obtuvo su doctorado el Rush Medical College en 1879 e ingresó a un internado de dieciocho meses en el Cook County Hospital. Posteriormente ejerció allí por un breve periodo. De 1882 a 1884, realizó trabajo práctico en universidades y hospitales de Viena, Munich, Berlín y Heidelberg. La mayor parte de ese tiempo lo dedicó a trabajar con Theodor Billroth en Viena, quien introdujo las técnicas de gastrectomía que todavía se usan hoy día.

## Carrera académica
Después de su estancia en Europa, regresó a Chicago para iniciar su práctica general. Rápidamente fue reconocido como líder en cirugía abdominal y comenzó a dar clases de cirugía en el Rush Medical College a finales de 1884. En 1890, fue nombrado profesor de Cirugía. En 1892, fue nombrado profesor de Cirugía Clínica en el College of Physicians and Surgeons (Colegio de Médicos y Cirujanos), que actualmente es la Escuela de Medicina de la Universidad de Illinois. En 1899, era aclamado por su práctica de cirugía ósea. De 1901 a 1905 ocupó una posición en la Escuela de Medicina de la Universidad de Northwestern. De 1905 a 1908, trabajó en el Rush Medical College y de 1908 a 1916, volvió a la Universidad de Northwestern. Mientras tanto, también enseñó en la Escuela de Graduados de Medicina de Chicago, y de 1895 hasta su muerte en 1916, fue el cirujano en jefe en el Hospital Mercy. A partir de 1908, también ocupó un cargo en el Cuerpo Médico de la Reserva del Ejército.
Mientras estuvo en el Mercy desarrolló un seguimiento para sus «clínicas frescas», en las que operaba y daba conferencias frente a una audiencia. Médicos de todo el mundo asistieron a estas sesiones. Para una mayor difusión de estas conferencias y demostraciones se realizó una publicación impresa. Una secretaria transcribía sus palabras, que fueron impresas como The Surgical Clinics of John B. Murphy, M.D., at Mercy Hospital, Chicago (Las clínicas quirúrgicas del doctor John B. Murphy, en el Mercy Hospital de Chicago). Más tarde se convirtieron en The Surgical Clinics of Chicago (Clínicas Quirúrgicas de Chicago), y posteriormente en Surgical Clinics of North America (Clínicas Quirúrgicas de Norteamérica), que aún se siguen publicando.

## Experiencias significativas
Al principio de su carrera, el 4 de mayo de 1886, fue uno de los convocados a la escena de la revuelta de Haymarket en Near West Side, uno de los barrios de Chicago. Atendió a 30 hombres trabajando hasta las 3:30 a. m. Una bomba había sido arrojada contra los oficiales de policía de Chicago lo que causó muchos muertos y un juicio de alto perfil en el que Murphy fue llamado a declarar. La agitación laboral que rodeó a los acontecimientos llevó a la tradición de la celebración del día del trabajo.
Después del intento de asesinato del expresidente de los Estados Unidos, Theodore Roosevelt, el 14 de octubre de 1912 en Milwaukee, Wisconsin, Roosevelt fue llevado al Hospital Mercy de Chicago Hospital. Cuando Murphy le preguntó a Roosevelt acerca de los temores que tenía acerca de su herida de bala, dijo que Roosevelt le respondió: «He cazado el tiempo suficiente, doctor, para saber que no se puede matar a un alce con un arma corta».